# ماتياس فيسوري
ماتياس فيسوري (بالإسبانية: Matías Fissore)‏ هو لاعب كرة قدم أرجنتيني في مركز الوسط، ولد في 21 سبتمبر 1990 في قرطبة في الأرجنتين. لعب مع أتليتيكو رافائيلا.

## وصلات خارجية
- ماتياس فيسوري على موقع قاعدة بيانات كرة القدم.إي يو (الإنجليزية)
- ماتياس فيسوري على موقع Soccerway.com (الإنجليزية)
- ماتياس فيسوري على موقع عالم كرة القدم.نت (الإنجليزية)